# L'Île de la furie
Pour plus de détails, voir Fiche technique et Distribution.
L'Île de la furie (Isle of Fury) est un film américain réalisé par Frank McDonald, sorti en 1936.

## Fiche technique
- Titre original : Isle of Fury
- Titre français : L'Île de la furie
- Réalisation : Frank McDonald
- Scénario : Robert Hardy Andrews et William Jacobs (en) d'après le roman The Narrow Corner de William Somerset Maugham
- Costumes : Orry-Kelly
- Photographie : Frank B. Good (en)
- Montage : Warren Low
- Société de production : Warner Bros.
- Pays de production : États-Unis
- Format : Noir et blanc - 1,37:1 - Mono
- Genre : aventure
- Durée : 60 minutes
- Date de sortie : 1936

## Distribution
- Humphrey Bogart : Val Stevens
- Margaret Lindsay : Lucille Gordon
- Donald Woods : Eric Blake
- E. E. Clive : Dr Hardy
- Paul Graetz : Capitaine Deever
- Gordon Hart : Antvar 'Chris' Anderson
- George Regas : Otar
- Sidney Bracey : Sam
- Tetsu Komai : Kim Lee
- Miki Morita (en) : Oh Kay
- Houseley Stevenson : le recteur
- Frank Lackteen (en) : Lanar